# Алгебра

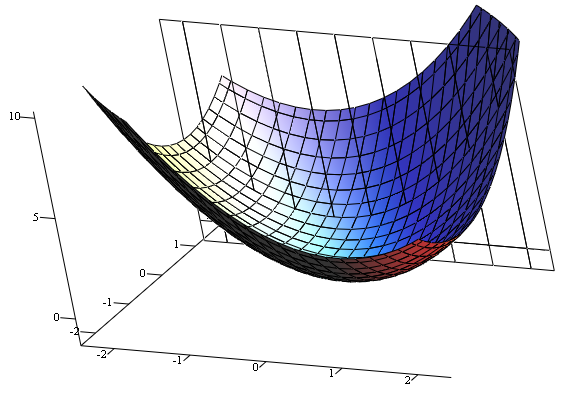
3D-графік функції, описаної алгебраїчним рівнянням виду

А́лгебра (від араб. الجبر аль-джебр — «відновлення (розрізнених частин)») — розділ математики, що вивчає математичні операції і відношення, та утворення, що базуються на них: многочлени, алгебраїчні рівняння, алгебраїчні структури. Вивчення властивостей композицій різного виду в XIX столітті привело до думки, що основне завдання алгебри — вивчення властивостей операцій незалежно від об'єктів, до яких вони застосовуються. З того часу алгебру стали розглядати як загальну науку про властивості та закони композиції операцій. У наші дні алгебра — одна з найважливіших частин математики, що має застосування як у суто теоретичних, так і в практичних галузях науки.

## Історія

### Стародавній світ

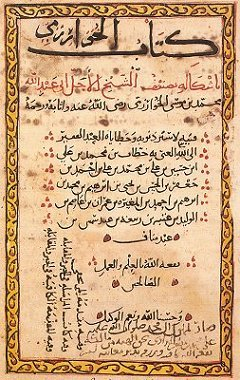
Перша сторінка книги Аль-Хорезмі «Кітаб аль-джебр ва-ль-мукабала», з якої наука отримала свою назву «алгебра»

Розв'яжемо задачу: «Вік трьох братів 30, 20 і 6 років. Через скільки років вік старшого дорівнюватиме сумі віку обох молодших братів?» Позначивши шукану величину як х, складемо рівняння: {\textstyle 30+x=(20+x)+(6+x)}, звідки {\textstyle x=4}. Близький до описаного метод розв'язання був відомий ще у 2-му тисячолітті до н. е. переписувачам Стародавнього Єгипту (проте вони не застосовували буквеної символіки). У збережених до наших днів математичних папірусах є не тільки задачі, що приводять до лінійних рівнянь з одним невідомим, як у задачі про вік братів, а й задачі, що ведуть до квадратних рівнянь виду {\textstyle ax^{2}=b}.
Ще складніші задачі вміли розв'язувати на початку 2-го тисячоліття до н. е. у стародавньому Вавилоні: в математичних текстах, виконаних клинописом на глиняних табличках, є квадратні й біквадратні рівняння, системи рівнянь з двома невідомими і найпростіші кубічні рівняння. При цьому вавилоняни також не використовували буквених позначень, а подавали розв'язки типових задач, зводячи розв'язок аналогічних задач до заміни числових значень. В числовій формі наводились також і деякі правила тотожних перетворень. Якщо для розв'язання рівняння треба було знайти квадратний корінь числа {\displaystyle a}, яке не є точним квадратом, то наближене значення кореня х знаходили як середнє арифметичне чисел х і а/х.
Перші загальні твердження про тотожні перетворення наявні у давньогрецьких математиків, починаючи з VI ст. до н. е. Серед математиків Стародавньої Греції було прийнято висловлювати всі алгебраїчні твердження в геометричній формі. Замість додавання чисел говорили про додавання відрізків, добуток двох чисел тлумачили як площу прямокутника, а добуток трьох чисел як об'єм прямокутного паралелепіпеда. Алгебраїчні формули набували вигляду співвідношень між площами і об'ємами. Наприклад, говорили, що площа квадрата, побудованого на сумі двох відрізків, дорівнює сумі площ квадратів, побудованих на цих відрізках, збільшеній на подвоєну площу прямокутника, побудованого на цих відтинках. Таким чином з'явилися терміни «квадрат числа» (тобто добуток величини на себе), «куб числа», «середнє геометричне». Геометричної форми у греків набув і розв'язок квадратного рівняння — вони шукали сторони прямокутника за заданими периметром і площею.
Більшість задач у Греції розв'язували шляхом побудови циркулем і лінійкою. Але не всі задачі могли бути розв'язані такими методами. Прикладами таких задач є подвоєння куба, трисекція кута, завдання побудови правильного семикутника (див. Класичні задачі давнини). Всі вони зводились до кубічних рівнянь виду {\textstyle x^{3}=2}, {\textstyle 4x^{3}-3x=a} і {\textstyle x^{3}+x^{2}-2x-1=0}, відповідно. Для розв'язку цих задач розробили новий метод — відшукування точок перетину конічних перетинів (еліпса, параболи і гіперболи).
Геометричний підхід до алгебраїчних проблем обмежував подальший розвиток науки. Наприклад, не можна було додавати величини різних розмірностей (довжини, площі, об'єми), не можна було говорити про добуток більш ніж трьох множників тощо. Ідея відмови від геометричного трактування з'явилася у Діофанта Александрійського, який жив у III ст. У його книзі «Арифметика» з'являється буквена символіка і спеціальні позначення для степенів аж до 6-ого. Були в нього і позначення для від'ємних степенів, від'ємних чисел, а також знак рівності (особливого знаку для додавання ще не було), стислий запис правил множення додатних і від'ємних чисел. На подальший розвиток алгебри сильний вплив мали досліджені Діофантом задачі, що приводять до складних систем алгебраїчних рівнянь, у тому числі до систем, де кількість рівнянь була меншою від кількості невідомих. Для таких рівнянь Діофант шукав лише додатні раціональні розв'язки (див. Діофантові рівняння).
З VI ст. центр математичних досліджень переміщається в Індію, Китай, країни Близького Сходу та Середньої Азії. Китайські вчені розробили метод послідовного виключення невідомих для розв'язання систем лінійних рівнянь, дали нові методи наближеного розв'язку рівнянь вищих степенів. Індійські математики (Аріабхата I, Брамагупта) використовували від'ємні числа, вдосконалили буквену символіку. Однак лише в працях вчених Близького Сходу та Середньої Азії алгебра оформилася у самостійну галузь математики, що займається розв'язком рівнянь. У IX ст. узбецький математик і астроном Мухаммед аль-Хорезмі написав трактат «Кітаб аль-джебр ва-ль-мукабала», де дав загальні правила для розв'язання рівнянь першого степеня. Слово «аль-джебр» (відновлення), від якого нова наука отримала свою назву, означало перенесення від'ємних членів рівняння з однієї частини в іншу зі зміною знака. Вчені Сходу вивчали розв'язок кубічних рівнянь, хоча не зуміли отримати загальної формули для їхніх коренів.
У Європі вивчення алгебри почалося в XIII ст. Одним з великих математиків того часу був італієць Леонардо Пізанський (Фібоначчі) (близько 1170 — після 1228). Його «Книга абака» (1202) — трактат, який містив відомості про арифметику і алгебру до квадратних рівнянь включно (див. Числа Фібоначчі). Першим великим самостійним досягненням західноєвропейських вчених було відкриття формули для розв'язання кубічного рівняння, опублікованої в 1545 р. . Це було заслугою італійських алгебраїстів Сципіон дель Ферро, Нікколо Тарталья і Джироламо Кардано. Учень Кардано Лодовіко Феррарі розв'язав і рівняння 4-го степеня. Вивчення деяких питань, пов'язаних з коренями кубічних рівнянь, привело італійського алгебраїста Р. Бомбеллі до відкриття комплексних чисел.

### Розвиток символіки
Відсутність зручної і розвиненої символіки стримувала подальший розвиток алгебри: найскладніші формули доводилося викладати у словесній формі. Наприкінці XV ст. Лука Пачолі зробив спробу ввести алгебраїчну символіку, хоча більшого успіху досяг наприкінці XVI ст. французький математик Франсуа Вієт, запровадивши літерні позначення не лише для невідомих, а й для довільних постійних величин. Символіку Вієта було вдосконалено його послідовниками. Остаточного вигляду їй надав у XVII ст. французький філософ і математик Рене Декарт, який запровадив (вживані досі) позначення для показників степенів.
Поступово розширювався запас чисел, з якими можна було виконувати дії. Завоювали права громадянства від'ємні числа, потім — комплексні, вчені стали вільно застосовувати ірраціональні числа. Виявилося, що, попри таке розширення запасу чисел, раніше встановлені правила алгебраїчних перетворень зберігають свою силу. Нарешті, Декарту вдалося звільнити алгебру від невластивої їй геометричної форми. Все це дало змогу розглядати питання розв'язку рівнянь у найзагальнішому вигляді, застосовувати рівняння до розв'язання геометричних задач. Наприклад, задача про знаходження точки перетину двох прямих звелася до розв'язку системи рівнянь, яким задовольняли точки цих прямих. Такий метод розв'язку геометричних задач отримав назву аналітичної геометрії.
Розвиток літерної символіки дозволив встановити загальні твердження щодо алгебраїчних рівнянь: теорема Безу про подільності багаточлена {\textstyle P(x)} на двочлен {\textstyle (x-a)}, де {\displaystyle a} — корінь цього багаточлена; формула Вієта для співвідношення між коренями квадратного рівняння і його коефіцієнтами; правила, які дозволяють оцінювати кількість дійсних коренів рівняння; загальні методи виключення невідомих з систем рівнянь тощо.

### Подальші успіхи щодо традиційних задач алгебри
Особливо далеко в сфері розв'язку систем лінійних рівнянь вдалось просунутись в XVIII ст. — для них були отримано формули, які дозволяють виразити розв'язок через коефіцієнти і вільні члени. Подальше вивчення таких систем рівнянь привело до теорії матриць і визначників. Наприкінці XVIII ст. було доведено, що будь-яке алгебраїчне рівняння з комплексними коефіцієнтами має хоча б один комплексний корінь. Це твердження називається основною теореми алгебри. Протягом двох з половиною століть увагу алгебраїстів була прикута до задачі про виведення формули для розв'язку загального рівняння 5-го степеня. Треба було виразити розв'язок цього рівняння через його коефіцієнти за допомогою арифметичних операцій і коренів (розв'язати рівняння в радикалах). Лише в XIX ст. італієць Паоло Руффіні і норвежець Нільс Абель незалежно один від одного довели, що такої формули не існує (див. Теорема Абеля—Руффіні). Ці дослідження були завершено французьким математиком Е. Галуа, методи якого дозволили для такого рівняння визначити, розв'язується воно в радикалах чи ні. Один з найвизначніших математиків — К. Гаус з'ясував, коли можна побудувати циркулем і лінійкою правильний n-кутник: дана задача була напряму пов'язана з вивченням коренів рівняння {\textstyle x^{n}=1}. З'ясувалося, що вона розв'язна лише тоді, коли число n є простим числом Ферма чи добутком кількох різних простих чисел Ферма. Тим самим молодий студент (Гаусу було тоді лише 19 років) розв'язав задачу, якою безуспішно займалися вчені понад два тисячоліття.

### Розширення галузі досліджень алгебри
На початку XIX ст., було розв'язано основні задачі, що стояли перед алгеброю в першому тисячолітті її розвитку. Алгебра отримала самостійне обґрунтування, що не спирається на геометричні поняття, а алгебраїчні методи стали застосовуватися для розв'язку геометричних задач. Були розроблені правила буквеного числення для раціональних і ірраціональних виразів, з'ясоване питання про можливість розв'язання рівнянь в радикалах і побудована строга теорія комплексних чисел. Сторонньому спостерігачеві могло здатися, що тепер математики вирішуватимуть нові класи алгебраїчних рівнянь, доводити нові алгебраїчні тотожності і тощо. Проте розвиток алгебри стала розвиватися іншим шляхом: з науки про буквені обчислення і рівняння вона перетворилася в загальну науку про операції та їх властивості.
Після створення теорії комплексних чисел постало питання про існування гіперкомплексних чисел — чисел з кількома уявними одиницями. Таку систему чисел, які мали вигляд {\textstyle a+bi+cj+dk}, де {\textstyle i^{2}=j^{2}=k^{2}=-1}, побудував в 1843 р. ірландський математик Вільям Гамільтон, назвавши їх кватерніонами. Правила дій над кватерніонами нагадують правила звичайної алгебри, проте операція множення не є комутативною: наприклад, {\textstyle ij=k}, а {\textstyle ji=-k}.
З операціями, властивості яких лише частково нагадують властивості арифметичних операцій, математики XIX ст. зіштовхнулися і в інших питаннях. У 1858 р. англійський математик Артур Келі ввів загальну операцію множення матриць і вивчив її властивості. Виявилося, що до множення матриць зводиться багато вивчених раніше операцій. Англійський логік Джордж Буль в середині XIX ст. почав вивчати операції над висловлюваннями, які дозволяли з двох даних висловлювань побудувати третє, а наприкінці XIX ст. німецький математик Георг Кантор ввів операції над множинами: об'єднання, перетин тощо. Виявилося, що і як в випадку операцій над висловлюваннями, так операції володіють властивостями комутативності, асоціативністю і дистрибутивності, але деякі їх властивості не схожі на властивості операцій над числами.
Таким чином протягом XIX ст. виникли різні види алгебр: звичайних чисел, комплексних чисел, кватерніонів, матриць, висловлювань, множин. Кожна з них мала свої правила, свої тотожності, свої методи розв'язку рівнянь. При цьому для деяких видів алгебр правила були дуже схожими. Наприклад, правила алгебри раціональних чисел не відрізняються від правил алгебри дійсних чисел. Саме тому формули для раціональних чисел, виявляються вірними і для будь-яких дійсних (і навіть будь-яких комплексних) чисел. Однаковими виявилися правила в алгебрі висловлювань і в алгебрі множин. Все це привело до абстрактного поняття композиції, тобто операції, яка кожній парі {\displaystyle (a,b)} елементів певної множини ставить в відповідність третій елемент цієї ж множини. Композиціями є додавання і множення натуральних, цілих, раціональних, дійсних та комплексних чисел, множення матриць, перетин і об'єднання підмножин певної множини тощо. А віднімання і ділення в полі натуральних чисел не є композиціями, бо різниця і частка можуть не бути натуральними числами.
Вивчення властивостей композицій різного виду призвело до думки, що основне завдання алгебри — вивчення властивостей операцій незалежно від об'єктів, до яких вони застосовуються. Інакше кажучи, — алгебра стала розглядатися як загальна наука про властивості та закони композиції операцій. При цьому дві множини, в кожній з яких визначені композиції, стали вважати тотожними з погляду алгебри (ізоморфними), якщо між цими множинами можна встановити взаємно-однозначну відповідність, що переводить один закон композиції в інший. Якщо дві множини з композиціями ізоморфні, то, вивчаючи одну з них, дізнаємося алгебраїчні властивості іншої.
Оскільки сукупність різних множин з заданими в них законами композиції необмежена, було виділено типи таких множин, які хоча й не ізоморфні, проте мають спільні властивості композиції. Наприклад, вивчивши властивості операцій додавання і множення над множинами раціональних, дійсних і комплексних чисел, математики створили загальне поняття поля — множини, де визначено ці дві операції, причому виконуються їх звичайні властивості. Дослідження операції множення матриць призвело до виділення поняття групи, яке є нині одним з найважливіших не тільки в алгебрі, й у всій математиці.

## Розділи алгебри
- Елементарна алгебра — лінійні, квадратні, кубічні та рівняння 4-го степеня.
- Абстрактна алгебра — вивчає алгебраїчні структури, такі як групи, кільця, поля які задано аксіоматично.
- Булева алгебра — алгебраїчна структура, що є доповненою дистрибутивною ґраткою, та частина математики яка вивчає подібні структури.
- Лінійна алгебра — що вивчає векторні простори та матриці.
- Універсальна алгебра — вивчає алгебраїчні властивості, спільні для всіх алгебраїчних структур.
- Алгебраїчна теорія чисел — вивчає цілі алгебраїчні числа в різних алгебраїчних структурах.
- Алгебраїчна геометрія — застосовує абстрактну алгебру до задач геометрії.
- Комутативна алгебра — вивчає комутативні кільця, їхні ідеали і модулі.
- Алгебраїчна комбінаторика — застосовує методи абстрактної алгебри і теорії груп до задач комбінаторики, і навпаки.
- Алгебра Кодда — базується на теорії множин і є основою логіки роботи баз даних.

### Елементарна алгебра
Елементарна алгебра (англ. elementary algebra) — алгебра, що подається у вигляді навчальної дисципліни, орієнтованої на вивчення у загальноосвітній школі. Разом з арифметикою, елементарною геометрією та плоскою тригонометрією належить до елементарної математики, яка вивчається у рамках шкільної програми. Дисципліна розглядає: основні поняття алгебри, основи комбінаторики, алгебраїчні вирази, раціональні та ірраціональні рівняння, системи рівнянь, функції та їх графіки, числові послідовності тощо.

### Абстрактна алгебра
Абстрактна алгебра (англ. abstract algebra, також вища алгебра, загальна алгебра) — галузь математики, яка зосереджена на вивченні властивостей аксіоматично впроваджених алгебраїчних структур. В сучасній науковій літературі називається просто «алгебра».
Ознака «абстрактна» підкреслює, що об'єктами вивчання є абстрактні структури, такі як групи, кільця, поля і модулі, на відміну від алгебраїчних виразів, що вивчаються в елементарній «шкільній» алгебрі.
Абстрактна алгебра сформувалася протягом другої половини 19 і першої чверті 20 століття і була вперше систематично викладена в монографії «Moderne Algebra» Ван дер Вардена (1930 р.). Алгебраїчна точка зору спричинила надзвичайно великий вплив на розвиток багатьох галузей математики в 20 столітті, зокрема теорії чисел, топології, алгебраїчної геометрії і функціонального аналізу.

### Лінійна алгебра
Лінійна алгебра (англ. linear algebra) — частина алгебри, що вивчає вектори, векторні простори, лінійні відображення та системи лінійних рівнянь. Векторні простори зустрічаються в математиці та її прикладних застосуваннях. Лінійна алгебра широко використовується в абстрактній алгебрі та функціональному аналізі і застосовується у природничих науках.
До лінійної алгебри відносять: теорію лінійних рівнянь, теорію визначників, теорію матриць, теорію векторних просторів та лінійних перетворень у них, теорію форм (наприклад, квадратичних), теорію інваріантів (частково), тензорне числення (частково).

### Універсальна алгебра
Універсальна алгебра — розділ математики, що вивчає загальні властивості алгебраїчних систем, знаходячи спільні риси між такими алгебраїчними конструкціями, як групи, кільця, модулі, вводячи властиві їм всім поняття і загальні для всіх них ствердження й результати. Є розділом, займає проміжне положення між математичною логікою і загальною алгеброю, як апарат реалізації математичної логіки у застосуванні до загальноалгебраїчних структур.

### Алгебрична комбінаторика
Алгебрична комбінаторика — розділ математики на стику комбінаторики і алгебри, що працює з симетріями комбінаторних об'єктів, або з такими об'єктами, що мають багату внутрішню структуру. Серед її тем — матроїди, многогранники, сильно регулярні графи, частково впорядковані множини, скінченні геометрії.